# Coopers (brouwerij)
Coopers (voluit:Coopers Brewery Limited) is de grootste Australisch bierbrouwerij in Australische handen. De brouwer is gevestigd in een buitenwijk van Adelaide. De bekendste bieren van Coopers zijn Pale Ale en Sparkling Ale. Daarnaast is Coopers grootste producent van thuisbrouwbenodigdheden ter wereld.
De brouwerij werd door Thomas Cooper opgericht in 1862.

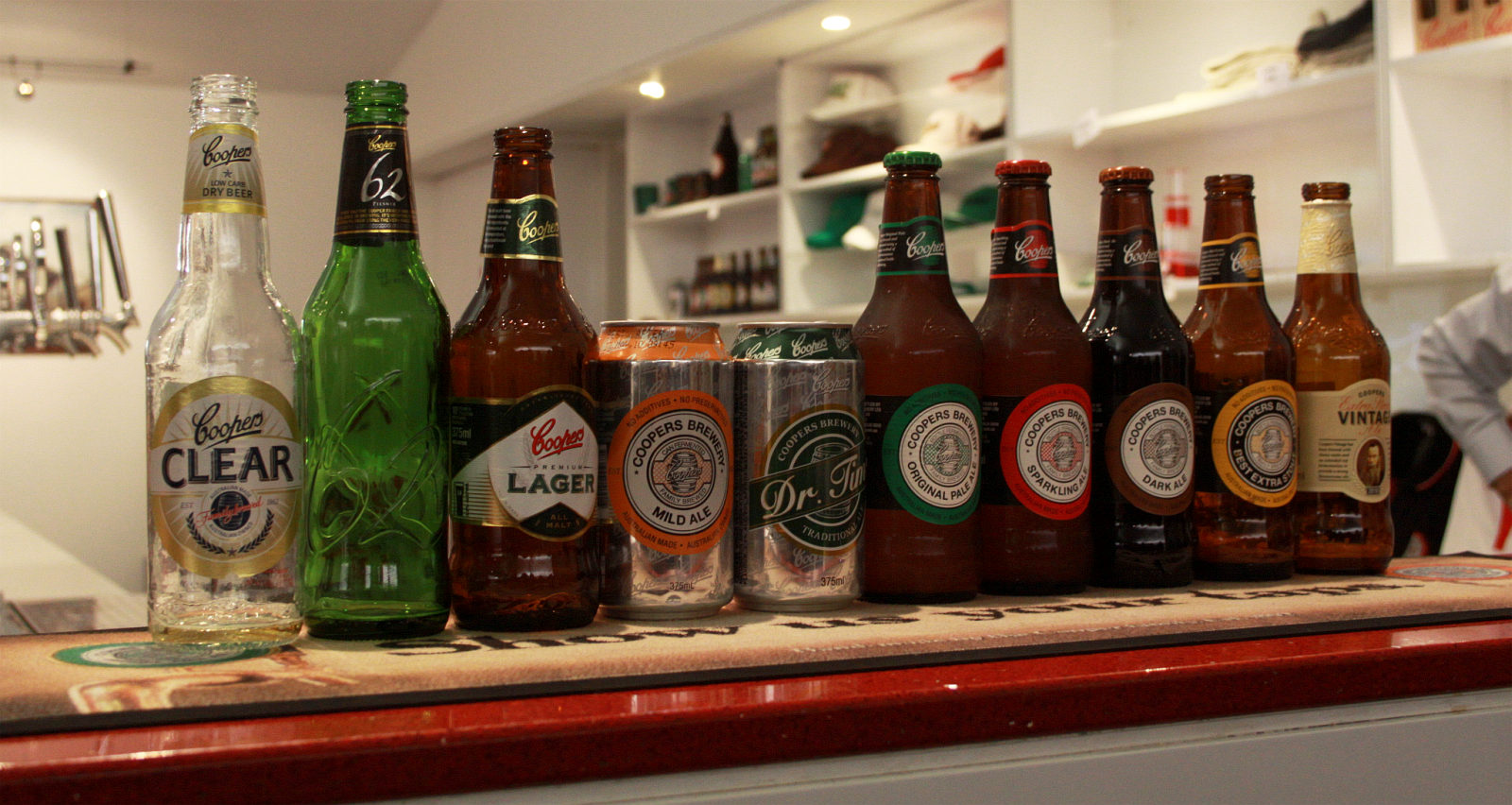
Bieren van Coopers